# Greensboro (Indiana)
Greensboro és una població dels Estats Units a l'estat d'Indiana. Segons el cens del 2000 tenia 174 habitants.

## Demografia
Segons el cens del 2000, Greensboro tenia 174 habitants, 71 habitatges, i 48 famílies. La densitat de població era de 559,8 habitants/km².
Dels 71 habitatges en un 32,4% hi vivien nens de menys de 18 anys, en un 56,3% hi vivien parelles casades, en un 8,5% dones solteres, i en un 31% no eren unitats familiars. En el 26,8% dels habitatges hi vivien persones soles el 9,9% de les quals corresponia a persones de 65 anys o més que vivien soles. El nombre mitjà de persones vivint en cada habitatge era de 2,45 i el nombre mitjà de persones que vivien en cada família era de 2,96.
Per edats la població es repartia de la següent manera: un 24,1% tenia menys de 18 anys, un 7,5% entre 18 i 24, un 28,7% entre 25 i 44, un 26,4% de 45 a 60 i un 13,2% 65 anys o més.
L'edat mediana era de 38 anys. Per cada 100 dones de 18 o més anys hi havia 109,5 homes.
La renda mediana per habitatge era de 24.375$ i la renda mediana per família de 37.083$. Els homes tenien una renda mediana de 30.625$ mentre que les dones 16.250$. La renda per capita de la població era de 14.118$. Entorn del 5,7% de les famílies i el 5,5% de la població estaven per davall del llindar de pobresa.

## Poblacions més properes
El següent diagrama mostra les poblacions més properes.